# Skunk Works
Skunk Works és el sobrenom donat al buró de disseny d'avions que opera per la companyia americana Lockheed Martin sota la nomenclatura oficial Advanced Development Programs (ADP), anteriorment Lockheed Advanced Development Projects. Famós per la seua filosofia de treball altament autònoma i secreta, Skunk Works és directament responsable del desenvolupament dels avions més moderns de la flota estatunidenca com ara: U-2, SR-71 Blackbird, F-117 Nighthawk, F-22 Raptor i F-35 Lightning II; sempre especialitzant-se en aplicacions d'alta tecnologia stealth. El seu èxit a dut a la utilització del pseudònim skunk works per qualsevol divisió empresarial encarregada d'operar en secret al marge de la burocràcia i administració internes.

## Origen del nom
Inicialment, el terme Skonk Works era emprat de forma extraoficial pels enginyers del buró en referència a les tires còmiques Li'l Abner creades per l'Al Capp durant els anys quaranta. En aquestes l'empresa fictícia es dedicava a dur a terme activitats de dubtosa legalitat com ara combustible dièsel a partir de soles de sabata, sknok és un mot anglès per la mofeta i era emprat per l'empresa en referència als fums tòxics emanats per la seua activitat.
Als anys seixanta, després d'una disputa legal amb l'autor, el nom fou alterat fins a l'actual Skunk Works.